# Athribis (Kemwer)
Athribis (altgriechisch Ἀθριβις, altägyptisch Hut-(ta)-heri-ib; assyrisch Ḫatḫ(a)riba; heute Tell Atrib, Kom el-Atrib) war im Alten Ägypten die Hauptstadt des Kemwer-Gaus, des 10. Gaus von Unterägypten. Sie lag nordöstlich von Banha.
Der von Amasis (26. Dynastie) dem Lokalgott Chentechtai gewidmete Tempel stellt bislang den zweifelsfrei ältesten Beleg für ein in Athribis errichtetes Bauwerk dar. Möglicherweise hatte bereits Amenophis III. hier einen Tempel errichtet, es fehlen jedoch archäologische Funde, die den Inhalt der alten Texte beweisen würden. Athribis war zudem die Heimatstadt von Amenophis, der als Architekt, Priester, Schreiber und Beamter unter Amenophis III. wirkte und vermutlich im 35. Regierungsjahr dieses Königs starb.
Nach Ammianus Marcellinus (Res gestae 22,16) zählte Athribis zu den wichtigsten Städten Ägyptens.